# Liisa Suihkonen
Liisa Helena Suihkonen (ur. 27 września 1943 w Suonenjoki) – fińska biegaczka narciarska, brązowa medalistka olimpijska.

## Kariera
Igrzyska olimpijskie w Grenoble w 1968 r. były jej olimpijskim debiutem. Zajęła tam 18. miejsce w biegu na 10 km stylem klasycznym. Był to jej jedyny start na tych igrzyskach. Startowała także na igrzyskach olimpijskich w Innsbrucku w 1976 r. Podobnie jak w Grenoble wystąpiła tylko w jednej konkurencji: sztafecie 4 × 5 km. Finki w składzie: Liisa Suihkonen, Marjatta Kajosmaa, Hilkka Kuntola i Helena Takalo wywalczyły w tym biegu srebrny medal. Na kolejnych igrzyskach Suihkonen już nie startowała.
W 1966 r. wystartowała na mistrzostwach świata w Oslo. Zajęła tam 18. miejsce w biegu na 10 km stylem klasycznym. Cztery lata później, podczas mistrzostw świata w Wysokich Tatrach na tym samym dystansie zajęła 11. miejsce. Startowała także na mistrzostwach świata w Falun w 1974 r., gdzie zajęła 4. miejsce w sztafecie.
Suikhonen zdobyła tytuł mistrzyni Finlandii w biegu na 10 km w 1966 roku. Po zakończeniu kariery sportowej pracowała jako nauczycielka oraz radna miasta Suonenjoki. W 1997 r. została prezesem klubu Suonenjoen Vasama.

## Osiągnięcia

### Igrzyska Olimpijskie
| Miejsce | Dzień     | Rok  | Miejscowość | Konkurencja             | Czas biegu   | Strata      | Zwyciężczyni     |
| ------- | --------- | ---- | ----------- | ----------------------- | ------------ | ----------- | ---------------- |
| 18.     | 9 lutego  | 1968 | Grenoble    | 10 km stylem klasycznym | 36:46.5 min  | +3:08.8 min | Toini Gustafsson |
| 2.      | 12 lutego | 1976 | Innsbruck   | Sztafeta 4 × 5 km       | 1:07:49.75 h | +46.82 s    | ZSRR             |

### Mistrzostwa świata
| Miejsce | Dzień     | Rok  | Miejscowość  | Konkurencja             | Czas biegu   | Strata   | Zwyciężczyni        |
| ------- | --------- | ---- | ------------ | ----------------------- | ------------ | -------- | ------------------- |
| 18.     | 25 lutego | 1966 | Oslo         | 10 km stylem klasycznym | 36:25.5 min  | -        | Kławdija Bojarskich |
| 11.     | 18 lutego | 1970 | Vysoké Tatry | 10 km stylem klasycznym | 36:19.00 min | -        | Alewtina Olunina    |
| 4.      | 23 lutego | 1974 | Falun        | Sztafeta 4 × 5 km       | 1:02:57.39 h | +11.75 s | ZSRR                |